# 普馬蘭拉山
15°29′10″S 72°30′30″W / 15.48611°S 72.50833°W
普馬蘭拉山（Puma Ranra），是秘魯的山峰，位於該國南部阿雷基帕大區的卡斯蒂利亞省和康德蘇約斯省，處於奧斯科略山西南面，屬於安第斯山脈的一部分，海拔高度約5,000米。